# Томоюки Ямашита
Томоюки Ямашита (на японски: 山下 奉文) е японски генерал от Императорската армия на Япония по време на Втората световна война.
Той предвожда японските сили по време на Малайската операция и битката за Сингапур, като бързите му успехи там му печелят прозвището „Тигърът от Малая“, а британският премиер Уинстън Чърчил определя падането на Сингапур като най-голямото бедствие във военната история на Великобритания. Ямашита е натоварен със защитата на Филипините от настъплението на Съюзниците по-късно през войната, която макар и неуспешна, успява да задържи части от Лусон дори след капитулацията на Япония през август 1945 г. След войната е обвинен във военни престъпления и след противоречив съдебен процес е осъден на смърт чрез обесване през 1946 г.

## Биография
Ямашита е роден на 8 ноември 1885 г. в Отойо, префектура Кочи. Баща му е лекар. През ноември 1905 г. Ямашита завършва Военната академия на Императорската армия, като той е 16-и по успех от общо 920 кадети. През декември 1908 г. е повишен на лейтенант, а в началото на Първата световна война се сражава в Шандун, Китай. През май 1916 г. е произведен в капитан и се записва във Военния колеж, завършвайки шести по успех във випуска си.
След войната, в периода 1919 – 1922 г. служи като военно аташе в Берлин. През февруари 1922 г. е повишен на майор. Когато се завръща в Япония, е назначен в Императорската щаб-квартира и в Колежа на щаба, като през август 1925 г. е повишен на подполковник.
Като водеща фигура във фракцията Кодоха, той става съперник на Хидеки Тоджо. През 1927 г. е изпратен във Виена като военно аташе, където остава до 1930 г. След това е повишен на полковник, а след като поема командването на 3-ти императорски пехотен полк, през август 1934 г. е повишен на генерал-майор. Той се застъпва за увеличаването на въздушната мощ на страната, както и за създаването на парашутистки корпус, но предложенията му така и не се реализирани.
След инцидента от 26 февруари през 1936 г., той изпада в неодобрение от страна на императора Хирохито, тъй като е снизходителен към въстаналите офицери, замесени в опита за преврат. Тъй като осъзнава че е изгубил доверието на императора, той решава да се пенсионира от армията, но началниците му го разубеждават. В крайна сметка, той е изпратен в Корея и назначен за командир на бригада.
През ноември 1937 г. Ямашита е повишен на генерал-лейтенант, но настоява, че Япония трябва да приключи текущата война с Китай и да поддържа приятелски отношения със САЩ И Великобритания.
В периода 1938 – 1940 г. командва 4-та дивизия, която участва във военните действия срещу бунтовници в северните части на Китай. През декември 1940 г. е изпратен на тайна шестмесечна мисия в Германия и Италия, където се среща съответно с Адолф Хитлер и Бенито Мусолини.
На 6 ноември 1941 г. Ямашита е назначен за командир на 25-а армия. След като на 7 декември японците атакуват Пърл Харбър, още на следващия ден Ямашита предприема настъпление в Малая. Той залага на светкавичен щурм, тъй като армията му е около три пъти по-малка от британския гарнизон в Малая и Сингапур. Малайската операция приключва със Сингапурската битка на 15 февруари 1942 г., в която 30-те хиляди войници на Ямашита пленяват 80 хиляди британски, индийски и австралийски войници.
По време на японската окупация на Сингапур, войските на Ямашита извършват множество военни престъпления срещу пленените съюзнически войски. Отговорността на Ямашита по време на тези събития остава обект на полемики и до днес, тъй като съществуват твърдения, че заповедите за кланетата са идвали от по-високопоставени военачалници. По-късно Ямашита се извинява на оцелелите военнопленници и нарежда екзекутирането на някои японски войници, които са били хванати да плячкосват. Според някои твърдения, първите заповеди на Ямашита към войниците му са били „без плячкосване, без изнасилвания, без палежи“. Съществуват мнения, обаче, че хуманното му отношение към военнопленниците не се е нравило на колегите му от Генералния щаб и че като цяло предупрежденията му не са били вземани под внимание от войниците му.
На 17 юли 1942 г. Ямашита е преназначен от Сингапур в Манджоу-Го, поемайки командването на 1-ви фронт там и оставайки встрани от Тихоокеанската кампания. Виновен за прокуждането му по това време се счита именно Хидеки Тоджо, който се възползва от гаф на Ямашита по време на реч пред сингапурски цивилни активисти в началото на 1942 г., когато той нарича местното население „граждани на Японската империя“ – унижаващо твърдение за правителството на Япония, което официално не зачита правото на жителите на окупираните територии на японско гражданство. Въпреки това, през февруари 1943 г. той е повишен на генерал.
На 26 септември 1944 г., когато военната ситуация за Японската империя вече се е влошила значително, на власт идва ново правителство, а кабинетът на Хидеки Тоджо е свален. С това приключва изгнанието на Ямашита в Манджурия и на 10 октомври той е назначен за командир на 14-и фронт, защитаваща окупираните Филипини. Десет дни по-късно американците правят десант на остров Лейте, а на 6 януари 1945 г. 6-а американска армия, наброяваща 200 хиляди души, прави десант на Лусон.
Ямашита разполага с около 262 хиляди души в три отбранителни групи. Той се опитва да подсили армията си, но е принуден да се изтегли от Манила към планините Сиера Мадре, нареждайки на всичките си войски, освен тези отговарящи а безопасността на населението, да се изтеглят от града. Почти веднага след това, контраадмирал Санджи Ивабучи отново завзема Манила с 16 хиляди моряци, целейки да унищожи всички пристанищни съоръжения и складове. Когато пристига в града, Ивабучи поема командването на 3750-те войници, отговарящи за безопасността там, и, пренебрегвайки заповедите на Ямашита, превръща Манила в бойно поле. В битката загиват хиляди японски войници и филипински цивилни.
Ямашита продължава да използва забавящи тактики, поддържайки армията си в северните планински райони до 2 септември 1945 г. – няколко седмици след обявяването на капитулацията на Япония. Той се предава в присъствието на генералите Джонатан Уейнрайт и Артър Персивал, като последният е бивш военнопленник на Ямашита след битката за Сингапур.
От 29 октомври до 7 декември 1945 г. американският военен трибунал в Манила обвинява генерал Ямашита във военни престъпления и го осъжда на смърт. Легитимността на прибързания съдебен процес е поставена под въпрос още по това време, включително и от члена на върховния съд Франк Мърфи. Доказателствата, че Ямашита не е разполагал с върховно командване над всичките си военни единици, извършвали зверства във Филипините, не са приети в съда. Самият той твърди, че не е знаел за жестокостите, които войниците му са извършвали.
След като молбата му за помилване, отправена към американския президент Хари Труман, е отхвърлена, генерал Дъглас Макартър потвърждава присъдата на военната комисия.
На 23 февруари 1946 г. Ямашита е осъден на екзекуция чрез обесване в затвора Лос Баньос, провинция Лагуна. Първоначално е погребан на местното гробище, а след това тялото му е пренесено във Фучу, Япония.